# Pedro Fourier
Pedro Fourier (Mirecourt, 30 de noviembre de 1565 - Gray, 9 de diciembre de 1640) fue un religioso y sacerdote francés, reformador de los Canónigos Regulares de San Agustín que dio origen a la Congregación del Salvador y fundador de las Canonesas de San Agustín de la Congregación de Nuestra Señora. Fue canonizado por el papa León XIII en 1897.

## Biografía
Pedro Fourier fue hijo de Demenge Fourier, comerciante pañero y de Ana Nacquard, curiosamente nació al día siguiente del cierre del Concilio de Trento, momento del renacimiento de la espiritualidad de la Reforma Católica. Estudió en la Universidad de Pont-a-Mousson, al tiempo que se dedicaba a enseñar a los jóvenes de las familias nobles de la ciudad. Se especializó en teología patrística. Ingresó como canónigo regular a la Abadía de Chaumousey y fue ordenado sacerdote en 1589. En 1597 fue nombrado párroco en la iglesia de Mattaincourt, municipio bajo la influencia de la Reforma Protestante. Gracias a sus instrucciones restauró el catolicismo en la región.
El 25 de diciembre de 1597, con la ayuda de cuatro canonesas agustinas, entre ellas María Teresa de Jesús Le Clerc, fundó la Congregación de Nuestra Señora, para establecer la enseñanza gratuita y ayudar a instruir la juventud en peligro de caer en la herejía. Además, en 1621 reformó a los Canónigos Regulares de San Agustín en Lorena, que en 1629 se convirtió en la Congregación del Salvador, con el ideal de rescatar a cuantos se habían alejado de la fe católica y se habían adherido al calvinismo.
Pedro Fourier es expulsado de Lorena a causa de la Guerra de los Treinta Años y se refugió en Gray. Allí murió el 9 de diciembre de 1640.

## Culto
Pedro Fourier es venerado como santo por la Iglesia católica. Fue beatificado el 20 de enero de 1730 por Benedicto XIII y canonizado por León XIII el 27 de mayo de 1897. Sus restos fueron trasladados a su antigua parroquia en Mattaincourt, la cual tomó el nombre del santo y por las masivas peregrinaciones de las que fue objeto, en su puesto se construyó la Basílica de San Pedro Fourier, reposando ahí en un sarcófago donado por Isabel Carlota de Orleans, Duquesa de Lorena con motivo de su beatificación.
San Pedro Fourier es patrono principal de la Congregación del Salvador y de las Canonesas de Nuestra Señora. Su festividad se celebra el 9 de diciembre. Una estatua suya se encuentra en la Basílica de San Pedro, entre los fundadores de órdenes religiosas.